# 油谷湾
油谷湾（ゆやわん）は日本海南西部、山口県北西部にある湾。沿岸部の自治体は長門市および下関市。
湾口の幅約4km、奥行き約10km。北側の向津具半島よって形作られた湾であり、東西方向に伸び、西側に開けている。湾内には竹島や手長島、江ノ島などの小島が点在している。最大水深は約40m。湾奥は、油谷港として整備が進められているほか、複数の漁港がある。沿岸には平地は少なく、河川としては最奥部に掛淵川が流入している。油谷湾温泉がある。